# Smack a Bitch
Smack a Bitch è un singolo della rapper statunitense Rico Nasty pubblicato il 9 gennaio 2018.

## Antefatti
La rapper prima di pubblicare il brano ha pubblicato uno snippet in anteprima a metà ottobre del 2017.

## Descrizione
Rico dopo aver pubblicato la traccia ha affermato: «non sono una fan dei litigi tra donne, ma ogni tanto è necessario dover schiaffeggiare una stronza per farti capire». Il singolo è stato infatti pubblicato poco dopo lo scontro avvenuto via Instagram tra lei e la rapper Asian Doll. Poco tempo prima del litigio le due avevano collaborato nella canzone Amigos.
Smack a Bitch, che presenta il suo punk rap aggressivo e rauco su una strumentazione con influenze trap metal e nu metal.

## Video musicale
Il video musicale è stato pubblicato su YouTube in concomitanza con la pubblicazione del singolo.

## Tracce
Download digitale
Testi e musiche di Maria Kelly, Kenneth Blume III.
1. Smack a Bitch – 2:19

Download digitale - CupcakKe Remix
1. Smack a Bitch (feat. CupcakKe) (Remix) – 3:19

Download digitale - Dr. Fresh Remix
1. Smack a Bitch (Dr. Fresch Remix) – 3:07

Download digitale - Remix
1. Smack a Bitch (feat. PPCocaine, Sukihana e Rubi Rose) (Remix) – 3:37

## Formazione
Musicisti
- Rico Nasty – voce

Produzione
- Kenny Beats – produzione, missaggio

## Successo commerciale
Smack a Bitch è la canzone della rapper più ascoltata su Spotify con oltre 65 milioni di ascolti in streaming (a dicembre 2020). Il 19 giugno 2020 il singolo è stato certificato disco d'oro negli Stati Uniti con oltre 500 000 unità vendute.

## Remix
Il 3 maggio 2018, Rico Nasty ha pubblicato il remix del singolo con la partecipazione della rapper statunitense CupCakke.
Il 4 dicembre 2020 la rapper ha pubblicato l'album in studio debutto, Nightmare Vacation, contenente il singolo come traccia bonus ed un nuovo remix del brano stesso con la partecipazione delle rapper emergenti Rubi Rose, Sukihana e ppcocaine.